# هانس شلگل ۱۲۶۵۹
سیارک ۱۲۶۵۹ (به انگلیسی: 12659 Schlegel، نامگذاری:1973UR5) دوازده هزار و ششصد و پنجاه و نهمین سیارک کشف شده‌است که در ۲۷ اکتبر ۱۹۷۳ کشف شد.
قدر مطلق سیارک برابر ۱۴٫۹۰ است.